# Neastacilla tattersalli
Neastacilla tattersalli is een pissebed uit de familie Arcturidae. De wetenschappelijke naam van de soort is voor het eerst geldig gepubliceerd in 1986 door Lew Ton & Poore.